# Reinhard Schall
Reinhard Schall (* 21. September 1956 in Fürstenwalde/Spree; † 15. Mai 2020 in Gießen) war ein deutscher Radio- und Fernsehmoderator und Redakteur.
Er startete seine Karriere bei einem Radiosender im Odenwald und kam Ende der 1980er Jahre zum Hessischen Rundfunk.
Schall war Moderator vieler beliebter Fernsehsendungen. Den „Hessentipp“ moderierte er ab 1990 rund 20 Jahre lang, ferner seit dem Jahr 2000 die Sendung „Herrliches Hessen“, wofür er das gesamte Bundesland bereiste. Weitere Sendungen waren „Dolles Dorf“ und „Hessen a la carte“. Auch war er einige Jahre Moderator der „Hessenschau“.
Reinhard Schall starb mit 63 Jahren im Uniklinikum in Gießen.